# Prosoplus strandi
Prosoplus strandi là một loài bọ cánh cứng trong họ Cerambycidae.